# 中大2020我們的畢業禮

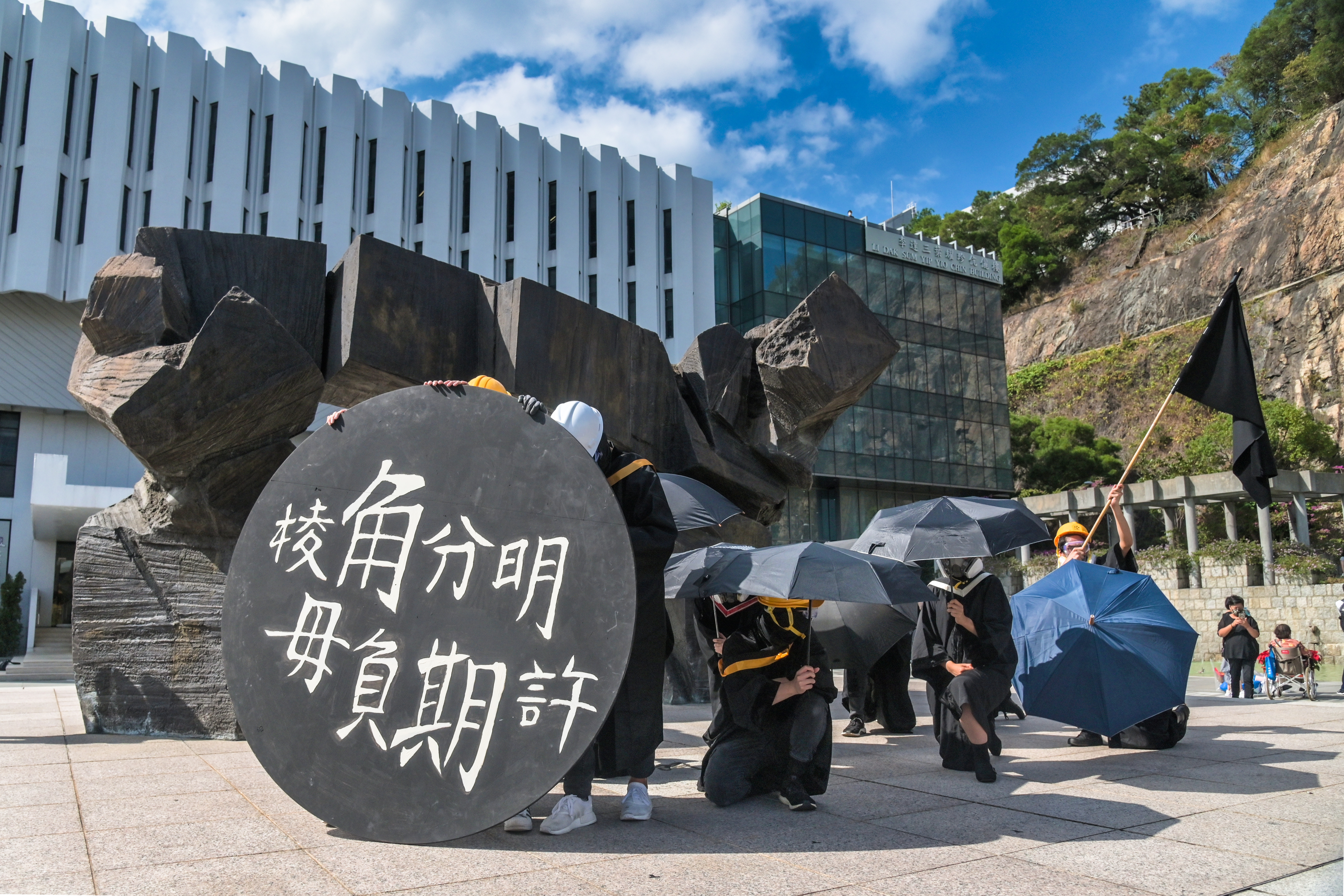
有參與人士在烽火台前模仿一年前中大保衞戰的情景

中大2020我們的畢業禮是指香港中文大學學生適逢2020年11月19日該校第88屆頒授學士及碩士學位典禮大會舉行日於馬料水香港中文大學所舉行的示威活動。示威者先發起由該校的民主女神像步行至百萬大道的遊行，再於大道上集會，高唱《願榮光歸香港》。其中，遊行共約210人參與。遊行結束後，中大校方表示集會及遊行活動涉嫌違反《限聚令》及《公安條例》，校方該天早上已經報警，並對違法行為予以強烈譴責。而警務處國家安全處已接手處理並展開調查。

## 籌備
為紀念中大保衛戰一週年與要求政府早日落實五大訴求，有香港中文大學學生於11月中旬在網上發起於該校本年度畢業禮當天在校園示威。不過學士學位畢業禮因為COVID-19疫情，改為網上舉行。

## 遊行經過

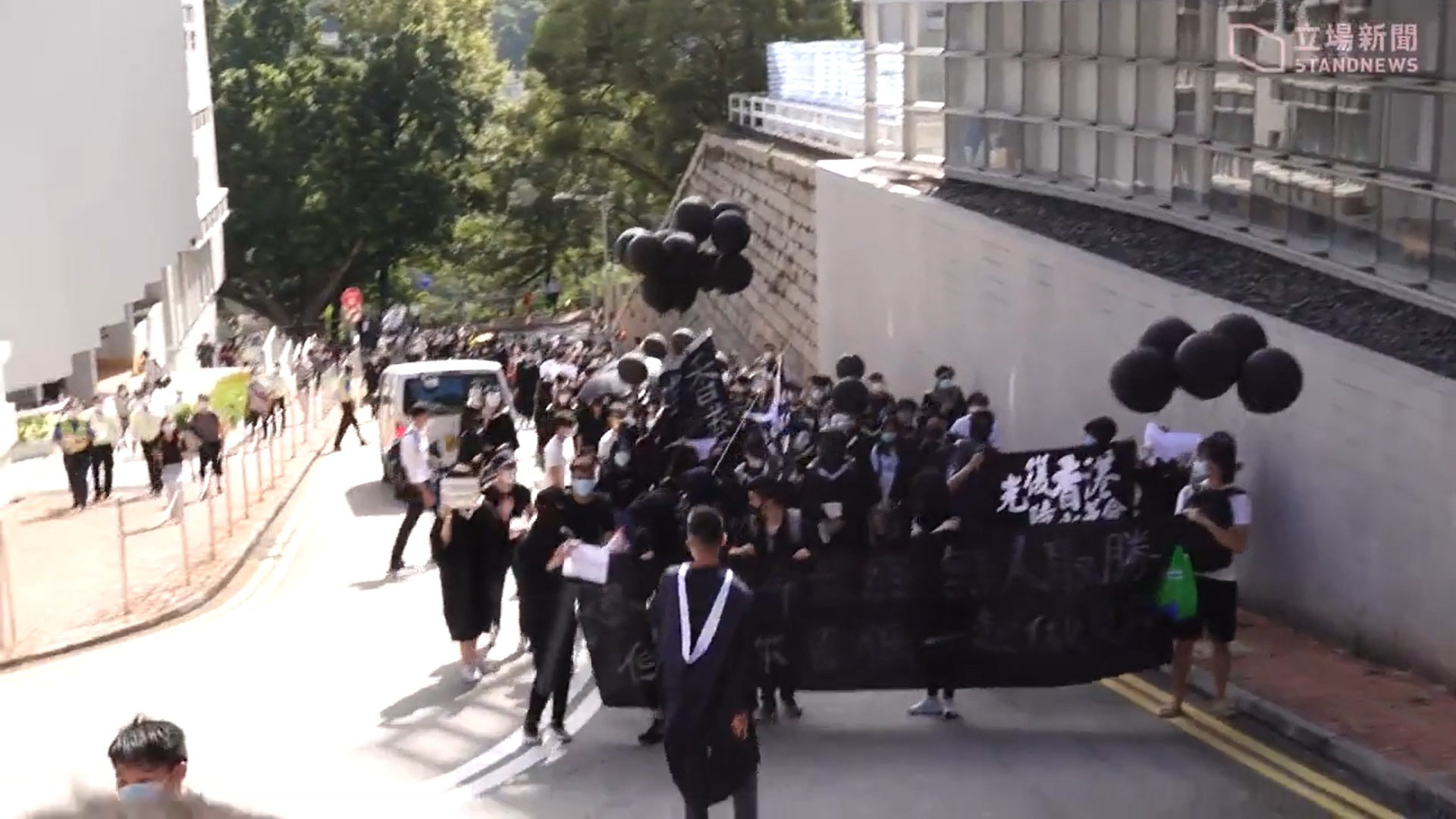
遊行隊伍

中午12時，有穿上畢業袍的學生在港鐵大學站外面的民主女神像集合，部份人更戴上「V煞面具」、手持黑色氣球及標語。同場亦有沒穿上畢業袍的中大學生與學生家屬，表示支持中大學生，一同參與示威。而週邊有多名保安駐守，用攝錄機拍攝在場的人士的容貌。其後遊行人士在民主女神像前手舉「毋忘義士、釋放義士」、「SAVE 12」字牌和高叫「一息尚存、抗爭到底」口號。到中午12時半開始遊行，沿途高叫「Fight for freedom，stand with Hong Kong」、「光復香港、時代革命」。起初有人不滿有保安在校園內截查數名未有向保安出示學生證下而進入校園範圍的年輕人，雙方一度口角。而曾任總警司的中大保安處首長李永光更一度稱「要拘捕市民拉佢拉佢」，引起學生不滿。
遊行人士沿車站路上斜，再經過環迴東路，舉起「光復香港 時代革命」、「香港獨立」等旗幟，多次高呼「Fight for freedom Stand with Hong Kong」、「民族自強 香港獨立」等口號，也叫喊仍被中華人民共和國政府扣押的12名港人名字。之後到去年中大爆發激烈衝突的二號橋默哀3分鐘，最後上斜到百萬大道，手持寫有「Happy Graduation, CU rioters （中大暴徒，畢業快樂）」、「光復香港 時代革命」和「香港獨立」等橫額，並在鏡頭前合影「畢業照」和合唱《願榮光歸香港》後便解散。過程達1.5小時。
遊行期間，多名保安人員一直緊隨遊行隊伍，以大聲公提醒參與遊行的人士可能觸犯防疫法例第599G章，要求在場人士散去和保持社交距離，並需負上法律責任。

## 爭議

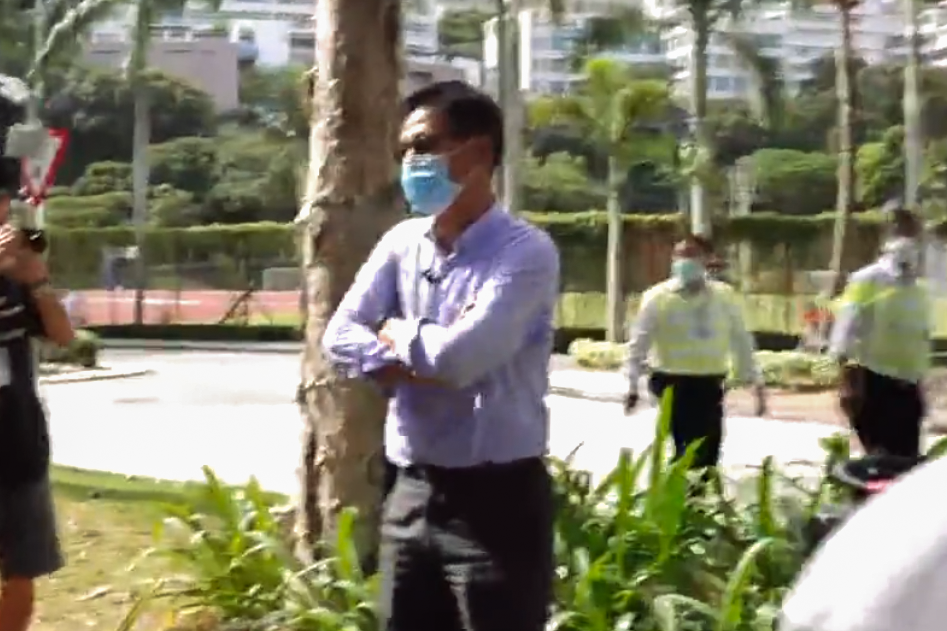
遊行開始時，中大保安處的保安及交通事務處處長李永光曾一度稱「要拘捕市民拉佢拉佢」，引起學生不滿

遊行開始時，中大保安處的保安及交通事務處處長李永光曾高呼要將試圖在地上噴字的學生拘捕，被中大學生質疑保安有否將學生隨時拘捕的權力。因噴漆是否觸犯刑事毀壞罪行未有定論，若無理拘捕侵害人身自由，可能涉及非法禁錮。而默哀期間保安員用大聲公警告遊行人士，引起他們鼓噪，認為是毫不尊重。

## 回應
- 中大指清晨已發現校園內多處遭人以噴漆塗鴉，而中午起的大型群眾聚集或觸犯禁聚令及公安條例，稱不時出現有人走出馬路，嚴重阻塞校內交通的場面。[9]為了防止情況失控，校方已通報警方，並對有關人士的違法行為予以譴責。校方重申畢業典禮是莊嚴的場合，絕不是作政治表態及發放政治訊息的場所。斥示威者不負責任。對所有有損大學聲譽的行為，會按紀律程序處理。[10]

- 教育局在晚上發聲明，對於有人未經申請下組織人群到中大遊行及集會，在疫情中增加傳播風險，並破壞校園安寧及公物，涉嫌干犯違法行為，予以強烈譴責。形容大學校園並非法外之地，師生須遵守法律。[11]

- 警方表示有人在中大校園內聚集，並展示「港獨」橫額、旗幟、叫喊相關口號，涉嫌公然干犯《港版國安法》，更指有人沿途以噴漆作刑事毁壞。校方已就事件報警。警予高度重視事件，並予以嚴厲譴責，警務處國安處已接手處理，並展開調查。[12]
- 中大學生會聯同各書院學生會發表聲明，強烈譴責中大校方主動報警舉報畢業生，為虎作倀，天理不容。聲明指每所高等學府都希望培養學生追求公義、擁抱普世價值，批評中大甘願當政權的白手套，一眾校方人員自甘為奴，打壓校園內的自由，予以最強烈譴責。[13]

## 警方國安處到中大蒐證

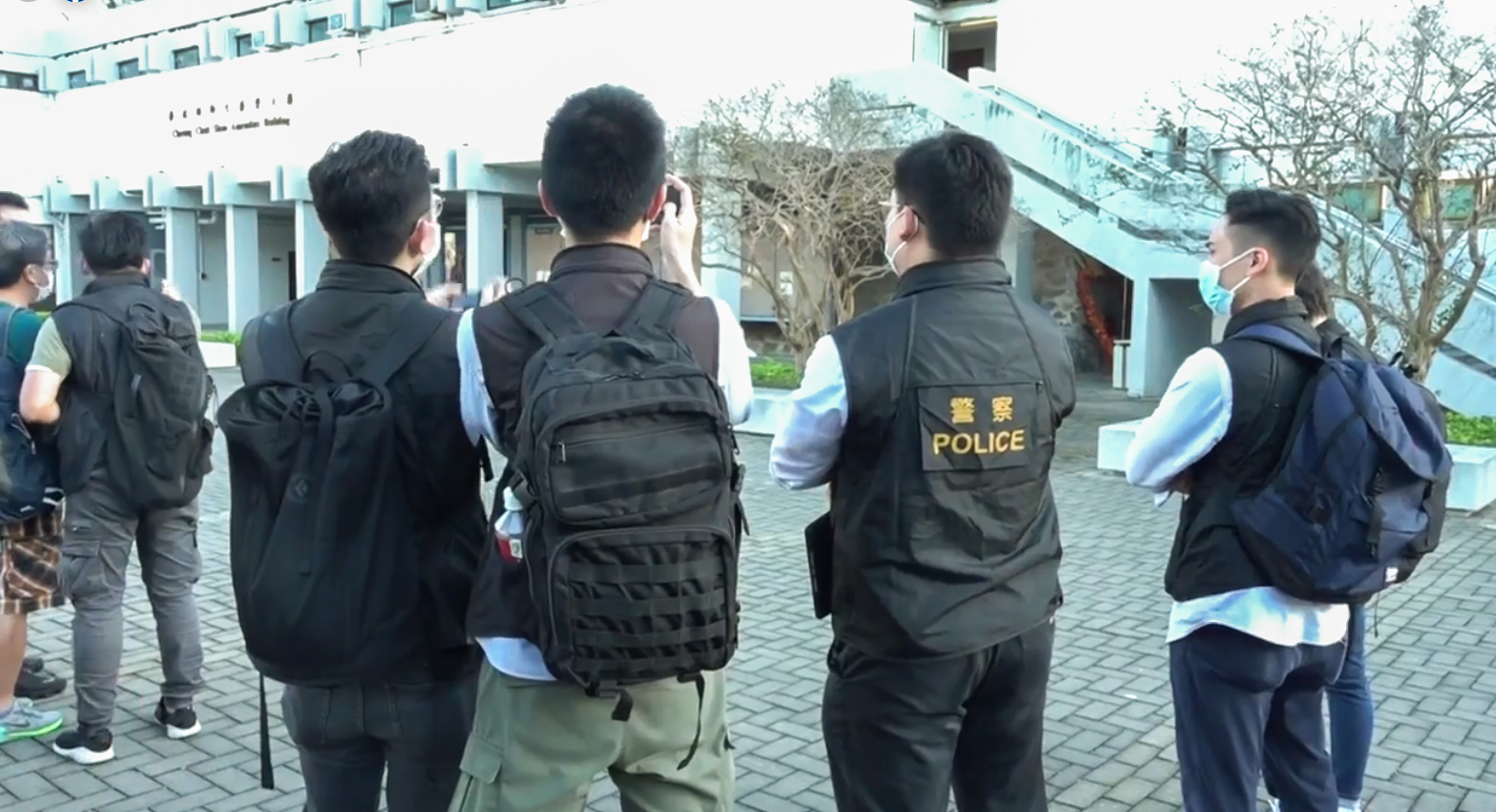
警方國安處人員進入中大校園聯合書院拍攝搜證

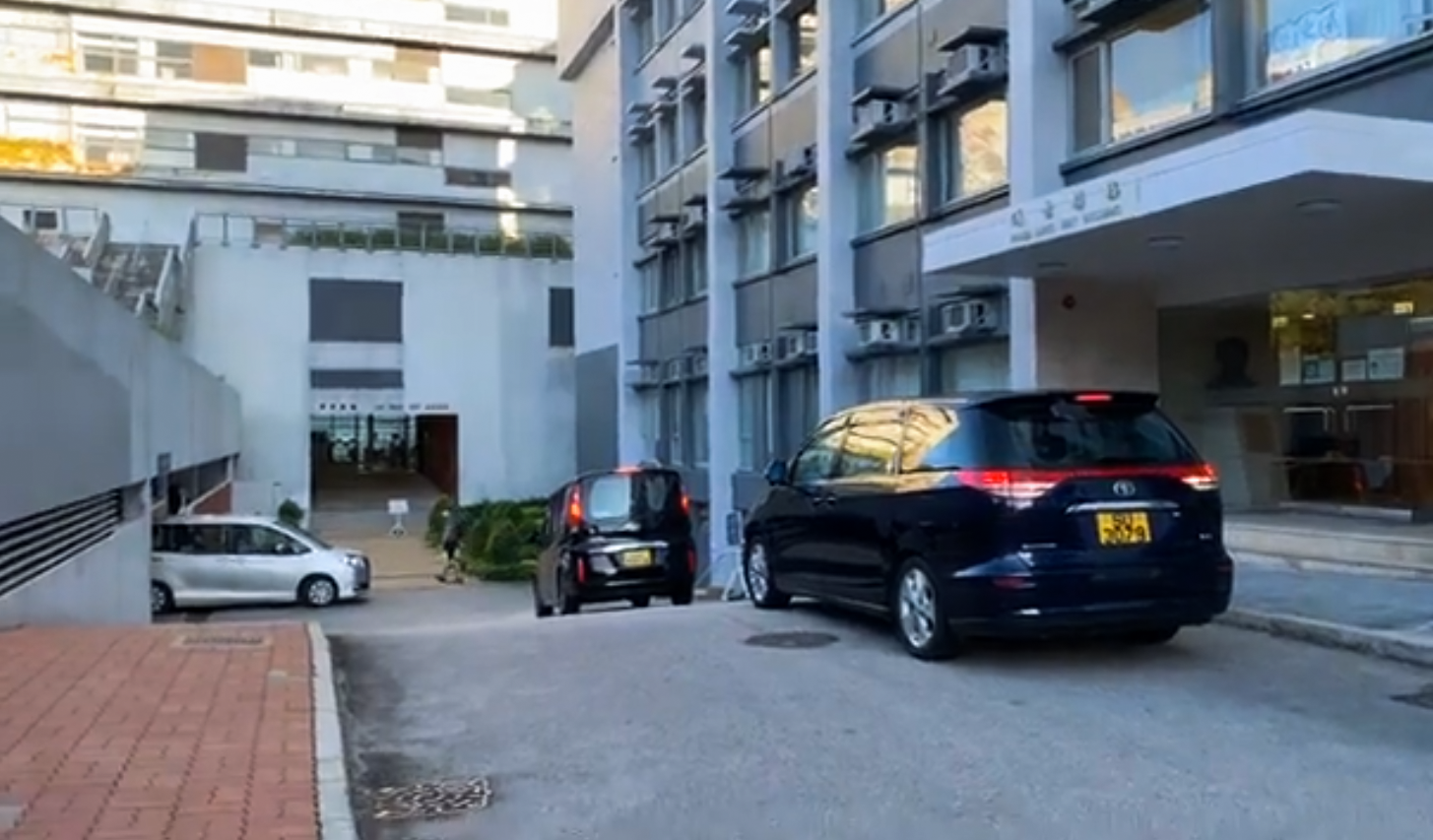
警方國安處的私家車在馮景禧樓外停泊

下午3時許，警方國安處人員在大學保安人員陪同下，進入中大校園兵分多路進行調查及蒐證，包括30處被刑事毁壞的地點，並拍下多幅外牆及柱位作記錄。期間有一名綠衣男子負責帶路，並手持10多頁的資料，顯示被塗鴉的內容。據中大學生會了解，該人為中大保安組人員。警員也曾進入宿舍範圍調查。行動於傍晚6時結束，暫未有人被捕，國安處會繼續跟進調查。中大學生會幹事會臨時行政委員會主席區倬僖對校方報警處理的手法十分失望，認為會破壞校方與同學之間的互信。而警方的搜查令學生不安。中文大學員工總會、大學及專上院校工會聯盟發出聯署聲明，強烈譴責校方報警的做法，對此深感遺憾，有違教育理念。
中聯辦發言人表示，堅決支持特區政府依法查處在中文大學發生的涉嫌違反《港版國安法》行為，指出畢業典禮是莊嚴神聖時刻，形容昨日遊行為「鬧事」和有粗暴行為。是玷污美麗校園和「嚴重褻瀆了絕大多數畢業生及親友的感情」。

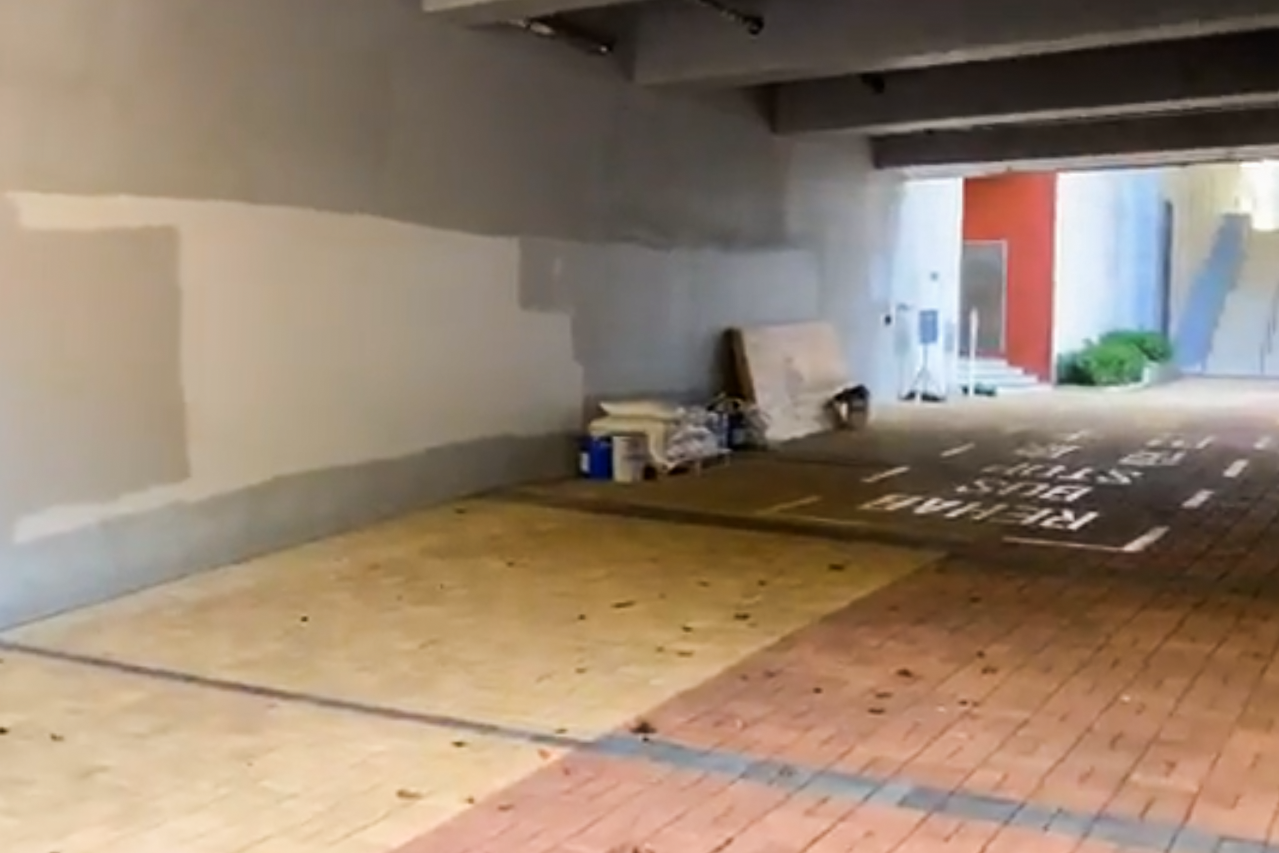
李兆基樓的塗鴉在2020年11月20日已經被校方清除
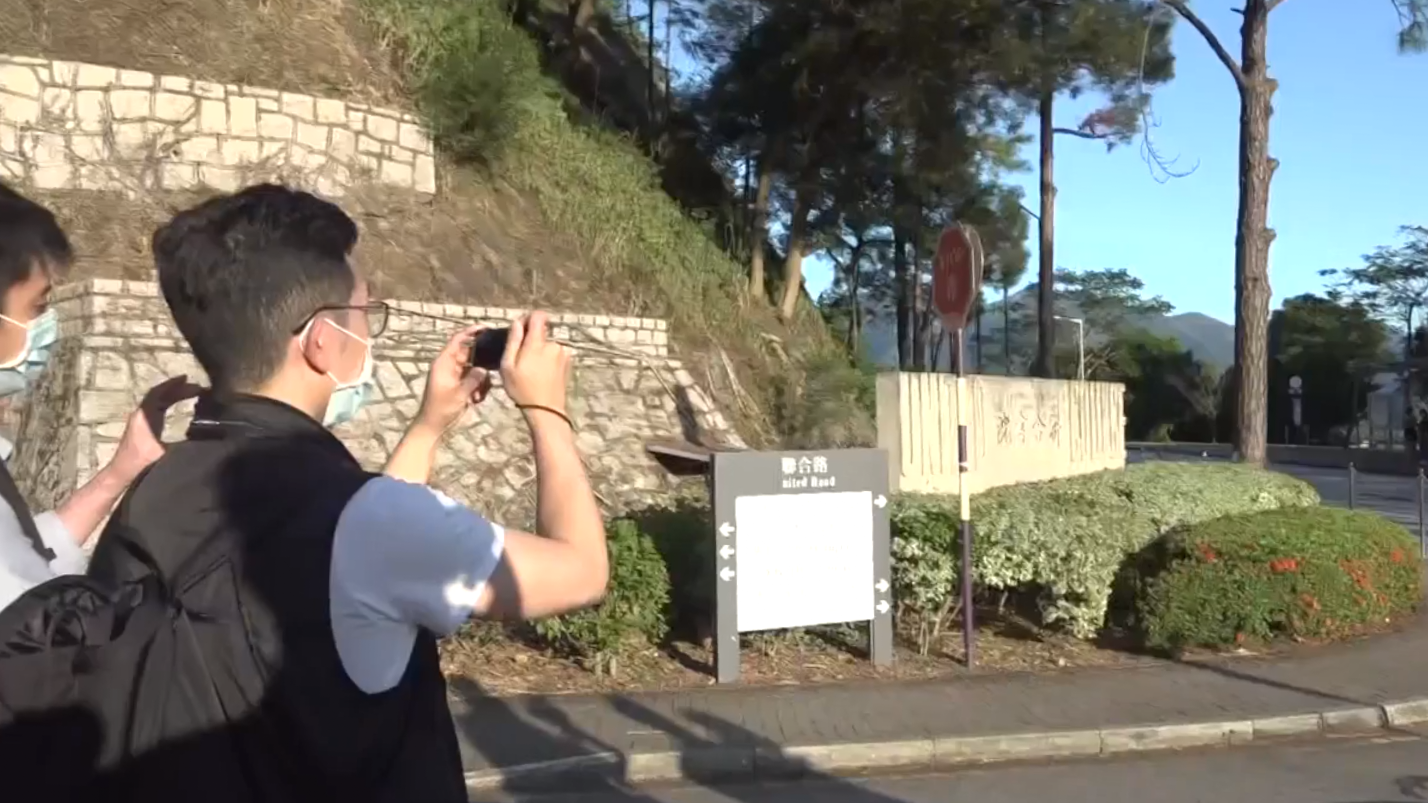
警員拍攝搜證
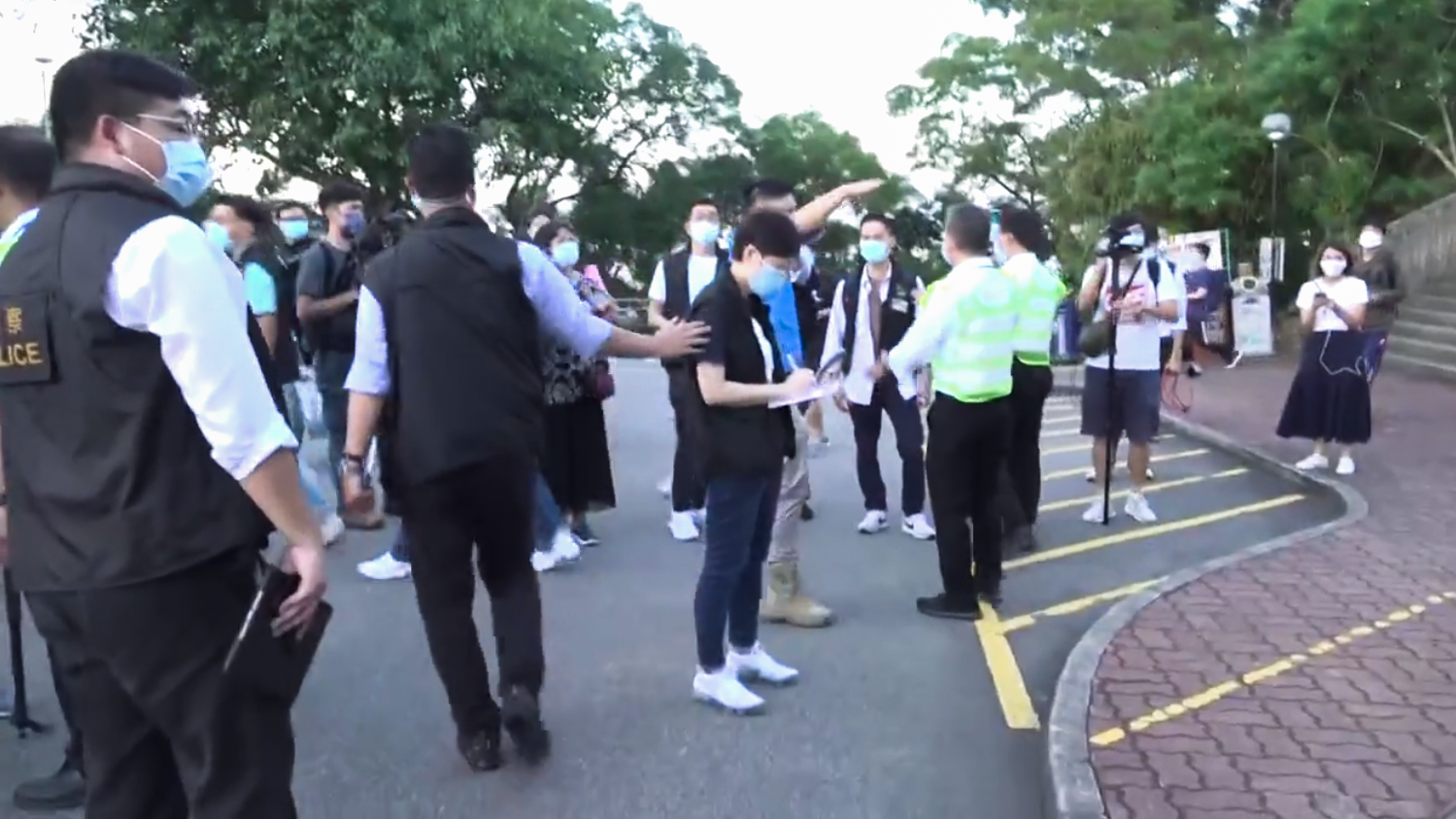
警員在新亞書院外
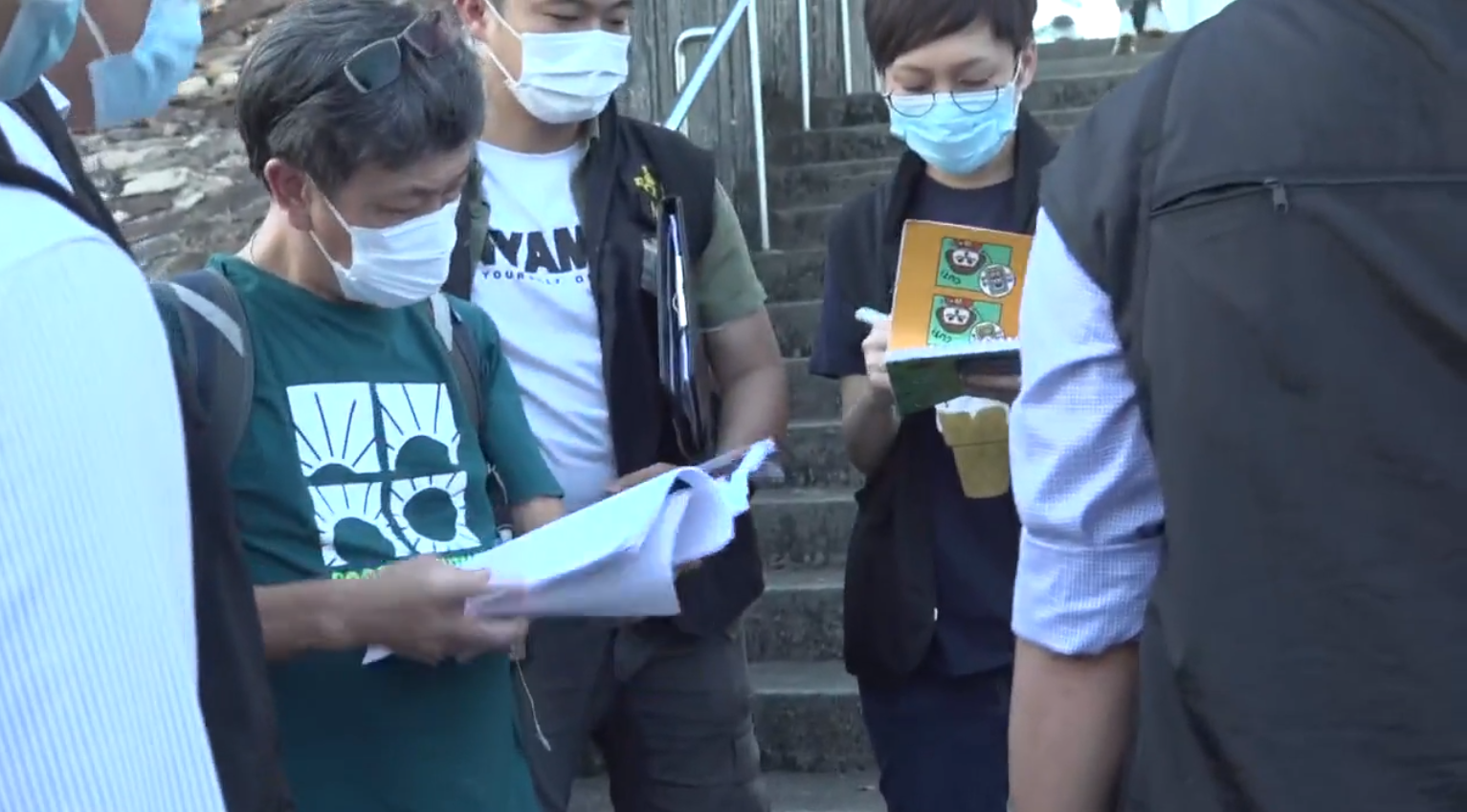
一名綠衣男子負責為警員帶路，據中大學生會了解，該人為中大保安組人員
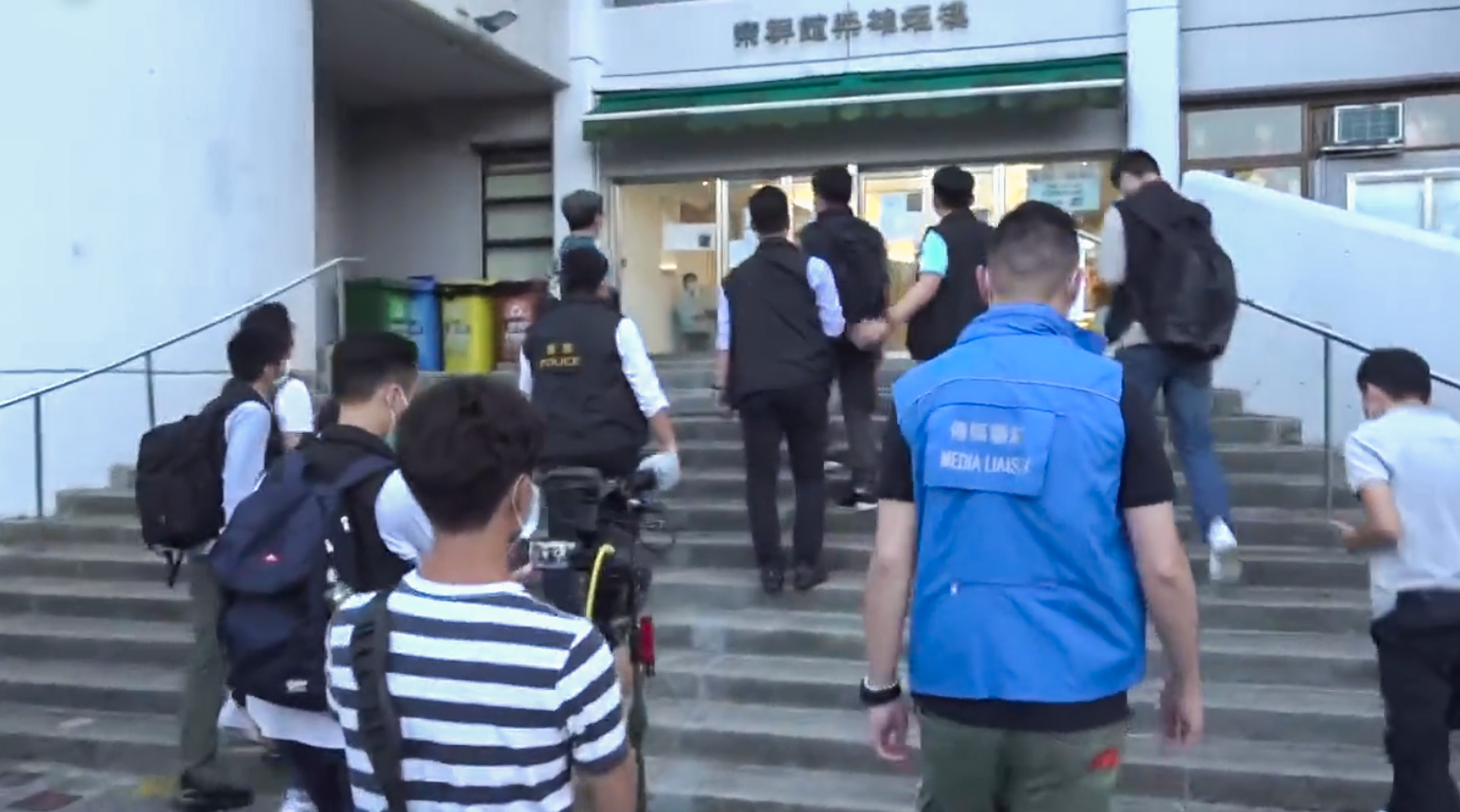
警員在新亞書院梁雄姬樓外

## 拘捕
2020年12月7日，有8名學生涉非法集結被捕，年齡介乎16至34歲，其中3名非中大學生涉煽動分裂國家。據了解包括區議員陳易舜及李嘉睿，以及曾參選灣仔區議會但落敗的中大校友楊子雋。其後警方亦拘捕多一人，其中4人同時涉嫌「煽動分裂國家」。到2022年3月2日，警方國安處以《刑事罪行條例》第9、10、159A及159C條，落案起訴兩名分別17歲及19歲男子「串謀發表煽動文字」罪。案件將於同年3月11日在西九龍裁判法院提堂。

## 法庭案件
其中兩人，分別為19歲被告及17歲來自職業訓練局職專文憑的學生，被控串謀發表煽動文字罪，案件因疫情延至2022年4月14日於西九龍裁判法院首度提堂。國安法指定法官、主任裁判官羅德泉將案件押後至5月4日，以待控方準備轉介文件，屆時再將案件轉介到區域法院進行答辯。首被告因有其他案件仍然還押而無保釋申請；而次被告獲批保釋，需交出現金及人事擔保各3萬元，刪去所有社交媒體應用程式，不得離開香港、交出所有旅遊證件、居住在報稱地址、遵守每晚10時30分至翌日早上6時的宵禁令、每周到警署報到。
到2022年11月2日，控方提出改控二人非法集結罪。一名19歲青年在區域法院認罪。另一名擬認罪的17歲被告排期於2023年4月3日答辯。法官王詩麗下令為被告索取更生、勞教中心及教導所報告，把案件押後至11月16日檢視相關報告，再於11月23日判刑，期間被告續須還押。案情指青年與同學到中大參與遊行，青年曾手持橫額，舉起印有「12 港人」名字的白紙，又以揚聲器叫「香港獨立」等口號。其後一名19歲青年早前認罪的被告，在區域法院被判入教導所。法官王詩麗形容，當日的示威可能會有不法之徒趁機行事，指辯方形容本案不涉暴力場面，法官指是「輕描淡寫」的說法。而被告積極參與示威、角色鮮明，曾帶領遊行隊伍，又以揚聲器叫口號，在場示威者有和應，而他干犯本案時已因屯門非法集結和涉及理大衝突兩度被捕，獲警方保釋候查，他犯本案後又因虐待動物被檢控，批評他守法意識薄弱。
同案一名案發時 17 歲男生，2023年4月3日在區域法院認罪。法官王詩麗下令為被告索取更生、勞教中心及教導所報告，押後案件至 4 月 20 日判刑，期間被告須還押。案情指，兩被告到中大參與遊行，舉起印有「12 港人」名字的白紙，又以揚聲器叫港獨有關的口號，及唱《願榮光歸香港》。辯方求情指，被告一直遵守嚴峻的保釋條件，包括不得使用社交程式，反映他在適當監管和輔導下能循規蹈矩，期望可判處短期禁閉式刑罰。到判刑當日，法官王詩麗指，被告積極參與示威，角色鮮明，曾在遊行隊伍前方帶領叫喊口號，又指在場有人戴上 V 剎面具，可掩飾身份，致行動升級，威脅在場人士安全。辯方求情時指，本案屬和平遊行，過程中無人受傷，被告沒有使用暴力或武器。法官接納本案非同類案件中最嚴重，考慮被告初犯有悔意，故採納建議，判他入更生中心。而同案另一名 19 歲青年早前被判入教導所，法官指他保釋期間犯案、有數項案底，法庭須揀選最適合的刑罰，不認為本案判刑存有差異。